# Línea 161 (Rosario)
Línea Enlace Sur (anteriormente Línea 161) fue una línea de transporte urbano de pasajeros de la ciudad de Rosario, Argentina. El servicio estuvo operado por la Sociedad del Estado Municipal para el Transporte Urbano Rosario -SEMTUR- hasta el 31 de diciembre de 2018. A partir del 1° de enero de 2019, la empresa estatal Movi Rosario se hizo cargo de la prestación del servicio de la línea hasta su cierre en 2021.
Como su nombre indica, realizaba un recorrido de enlace en el sector sur de la ciudad.

## Recorrido

### Enlace Sur
06:00 - 22:00 Servicio diurno.
| STR+l | STR+r |

| STRf | BHF |

| STRf | HST |

| HST | STRg |

| STRf | HST |

| BHF | STRg |

| STRf | HST |

| STRf | HST |

| STRl | vSTR+r-SHI1+r |

|  | vHST |

| STR+l | vSTRr-SHI1r |

| BHF | STR |

| STRl | STRr |